# Robert Scholes
Robert Scholes (n. 19 mai 1929, New York City, New York, SUA – d. 9 decembrie 2016) a fost un critic literar, filozof și jurnalist american.
El este cel mai cunoscut pentru ideile sale din fabulație și metaficțiune. A absolvit Universitatea Yale. Din 1970 până la sfârșitul vieții sale, a fost profesor la Universitatea Brown din Providence, Rhode Island.
Robert Scholes numește istoria științifico-fantasticului ca „istoria schimbărilor atitudinii omenirii față de spațiu și timp... istoria înțelegerii noastre crescânde a universului și a poziției speciei noastre în acest univers.”